# Måndagsbörsen
Måndagsbörsen var ett TV-program som sändes på måndagarna i SVT:s dåvarande TV 1 under perioden 24 september 1979 – 16 april 1984. Programmet sändes på måndagskvällar, live från Hamburger Börs i Stockholm, med livespelningar av populära artister. Programledare var Jonas Hallberg, Per Falkman, Gunilla Friis, Susanne Olsson och Staffan Schmidt. Producent och upphovsman för programmet var Gunilla Nilars. I premiärprogrammet sågs artister som Richard Clayderman och Mikael Rickfors samt inslag från musikalen Annie, med bland andra Sigge Fürst i ensemblen.

## Programinnehåll
I programmet varvades intervjuer med politiker som C.-H. Hermansson och Olof Palme med artistuppträdanden av bland andra Imperiet, Magnus Uggla, Ramones, Elvis Costello, Dag Vag, Phil Collins, The Jam, Stray Cats, Depeche Mode, Howard Jones, Dave Edmunds, Gyllene Tider, Göran Rydh, Duran Duran, Eurythmics, Mikael Rickfors, U2, The Troggs, Carola, Whitesnake och Niels Jensen. Bandet Noice fick sitt stora genombrott efter att de spelat sin låt "En kväll i tunnelbanan" i programmet.
Vid sidan om musikinslagen är programmet främst ihågkommet för ett antal intervjuer, bland annat Staffan Schmidts kultförklarade intervju med Ultravox Warren Cann, Susanne Olssons misslyckade intervju med Paul Weller och Jonas Hallbergs intervju med en då 35-årig Leif G.W. Persson, vilken beskrivits som en klassiker.
Programmet är en av titlarna i boken Tusen svenska klassiker (2009).

## Medverkande första säsongen
- 24 september 1979 - Göran Ryd, Mikael Rickfors, Richard Clayderman
- 1 oktober 1979 - Ulf Lundell, Lasse Lindbom, Kim Anderzon, Dr Hook
- 8 oktober 1979 - Anders Linder, Conny Borg, The Lollipops, Staffan Percy, White Orange
- 15 oktober 1979 - Abba, Tommy Körberg, Cornelis Vreeswijk, Pi Lind, Tomas Bolme, Ray Davis
- 22 oktober 1979 - Benny Andersson, Bette Midler, Dave Brubeck, Finn Karlvik
- 5 november 1979 - Bill Haley, Totta Näslund, Carl Ross, Hela Bandet, Nationalteatern, Rune Carlsson
- 12 november 1979 - Fantasy, Evert Ljusberg, Moon Martin, Bröderna Sund
- 19 november 1979 - Jörgen F Lundell, Mikael Vedberg, Z, Lena-Maria, Bo Viderberg, The Dogs
- 26 november 1979 - Village People, Strix Q, Lasse Tennander
- 3 december 1979 - Kalle Sändare, Ulf Brunnberg

## Medverkande andra säsongen
- 28 januari 1980 - Jan Malmsjö, Janne Lucas Persson, Aneta Borman, Madness, Rock de Luxe
- 4 februari 1980 - Annie Lennox, Thérèse Juel, Amii Stewart
- 11 februari 1980 - Bill Gibbons, The Boppers, Lasse Berghagen
- 18 februari 1980 - Aston Reymers Rivaler, Claes af Geijerstam
- 25 februari 1980 - After Dark, Lill-Babs, Rockpile
- 3 mars 1980 - Toots Thielemans, Karin Krog, Agneta Munther, Billy Gezon, Alarm Big Band
- 10 mars 1980 - Hansson de Wolfe United, Magnum Bonum, Roy Andersson, Delta Rhythm Boys, Lasse Holm
- 17 mars 1980 - Noice
- 24 mars 1980 - Gyllene Tider, Thomas Hellberg, Charles Aznavour
- 31 mars 1980 - Eddy Grant, Pelle Berglund, Björn Skifs, The Pointer Sisters
- 7 april 1980 - Tomas Ledin med Mats Ronander, Dan Hylander, Gibson Brothers, Björn Ulvaeus, Mats Glenngård, Erland och Håkan Hagegård

## Medverkande tredje säsongen
- 27 juni 1980 - Mikael Rickfors, Bill Haley, Staffan Percy, Dr Hook
- 4 juli 1980 - Tommy Körberg, The Platters
- 11 juli 1980 - Erland och Håkan Hagegård, Nationalteatern, Billy Preston, Ellen Foley, Mikael Vedberg
- 18 juli 1980 - J.C. Barreto, Amanda Lear, Operakören
- 25 juli 1980 - Gyllene Tider, Dave Brubeck, Björn Skifs, Bette Midler

## Medverkande fjärde säsongen
- 29 september 1980 - Ingen info
- 6 oktober 1980 - Ingen info
- 13 oktober 1980 - Ingen info
- 20 oktober 1980 - Ingen info
- 27 oktober 1980 - Moon Martin, Varning, Don Francisco, Cafe Cobra,
- 3 november 1980 - The Lambrettas, Julie Felix, Linton Kwesi Johnson, Pat Benatar, Torsson, Kalle Sändare
- 10 november 1980 - Ingen info
- 17 november 1980 - Rod Stewart, Abba, Dave and the Mistakes, Paul Jones, The Blues Band

### Fotnoter
1. ↑  ”Svensk mediedatabas”. http://smdb.kb.se/catalog/search?q=M%C3%A5ndagsb%C3%B6rsen+typ%3Atv&sort=OLDEST. Läst 31 mars 2011.
2. ↑  Kultiga tv-klipp vi minns Göteborgs-Posten 21 december 2007
3. ↑  Intervjufloppen som blev kult Göteborgs-Posten 21 december 2007
4. ↑  Leif GW Perssons makt – så här byggdes SVT:s ”Veckans brott” Expressen 23 februari 2018
5. ↑  Gradvall et al 2009, nr. 530